# Velij
Velij (en russe : Велиж) est une ville de l'oblast de Smolensk, en Russie, et le centre administratif du raïon de Velij. Sa population s'élevait à 7 188 habitants en 2014.

## Géographie
Velij est arrosée par la Dvina occidentale et se trouve à 106 km au nord-ouest de Smolensk et à 404 km à l'ouest de Moscou.

## Histoire
À la fin du XIVe siècle l'emplacement de la ville actuelle était occupé par une forteresse chargée de défendre la frontière du grand-duché de Lituanie. Les Russes la prirent en 1536, mais elle fut rendue à la Lituanie après l'époque troublée de l'Interrègne (1598-1613). La ville repassa sous la domination russe à l'occasion de la première partition de la Pologne, en 1772.
La majeure partie de la ville fut détruite pendant la Seconde Guerre mondiale.
La communauté juive de la ville était de 1 788 personnes en 1939. Dans le cadre de la Shoah par balles, 1 400 à 1 500 Juifs de la ville seront enfermés dans un ghetto puis assassinés lors de différentes exécutions fin 1941 et début 1942.
Les maisons de Nikolaï Prjevalski et du général Rodzianko, dans les environs de la ville, ont été transformées en musées et sont ouvertes au public.

## Population
Recensements (*) ou estimations de la population
| 1856   | 1897*  | 1926*  | 1931  | 1939*  |
| ------ | ------ | ------ | ----- | ------ |
| 10 300 | 12 193 | 10 421 | 9 900 | 11 400 |

| 1959* | 1970* | 1979* | 1989* | 2002* |
| ----- | ----- | ----- | ----- | ----- |
| 7 948 | 8 478 | 8 909 | 9 146 | 8 343 |

| 2006  | 2010* | 2012  | 2013  | 2014  |
| ----- | ----- | ----- | ----- | ----- |
| 7 807 | 7 326 | 7 456 | 7 266 | 7 188 |

## Personnalités
- Susman Kiselgof (1878–1939), ethnomusicologue et folkloriste, est né à Velij.